# Taurometopa
Taurometopa là một chi bướm đêm thuộc họ Crambidae.

## Các loài
- Taurometopa aryrostrota (Hampson, 1917)
- Taurometopa haematographa (Hampson, 1917)
- Taurometopa phoenicozona (Hampson, 1917)
- Taurometopa pulverea (Hampson, 1917)
- Taurometopa pyrometalla Meyrick, 1933

Các loài trước đây
- Taurometopa calamistis (Hampson, 1917)
- Taurometopa inimicella (Zeller, 1872)